# Campionati mondiali juniores di slittino 2001
I Campionati mondiali juniores di slittino 2001 si sono disputati a Lillehammer, in Norvegia, dal 26 al 28 gennaio 2001. La pista scandinava che otto anni prima fu sede delle XVII Olimpiadi Invernali ospita la manifestazione iridata di categoria per la prima volta .

## Podi[1][2]
| Evento         | Oro                                                                          | Tempo    | Argento                                                                | Tempo    | Bronzo                                                                 | Tempo    |
| Singolo Uomini | David Möller                                                                 | 1:46.560 | Mike Moffat                                                            | 1:46.631 | Jan Eichhorn                                                           | 1:46.947 |
| Singolo Donne  | Nicole Oliveira                                                              | 1:40.559 | Courtney Zablocki                                                      | 1:40.874 | Brenna Margol                                                          | 1:41.211 |
| Doppio         | Patrick Anderson Brian Wohleb                                                | 1:48.837 | Grant Albrecht Mike Moffat                                             | 1:48.894 | Andreas Linger Wolfgang Linger                                         | 1:49.585 |
| Gara a squadre | Stati Uniti-1 Patrick Anderson Nicole Oliveira Patrick Anderson Brian Wohleb | 2:37.050 | Stati Uniti-2 Jonathan Myles Courtney Zablocki Yukio Griffall Dan Joye | 2:37.747 | Austria Martin Abentung Nina Reithmayer Andreas Linger Wolfgang Linger | 2:37.952 |

## Medagliere
| Posiz. | Nazione     | Oro | Argento | Bronzo | Totale |
| ------ | ----------- | --- | ------- | ------ | ------ |
| 1      | Stati Uniti | 3   | 2       | 1      | 6      |
| 2      | Germania    | 1   | 0       | 1      | 2      |
| 3      | Canada      | 0   | 2       | 0      | 2      |
| 4      | Austria     | 0   | 0       | 2      | 2      |